# Windsor (hrabstwo Dane)
Windsor – miasto w Stanach Zjednoczonych, w stanie Wisconsin, w hrabstwie Dane.